# Guido Caprino
Pour les articles homonymes, voir Caprino.
Guido Caprino (né à Taormine le 3 janvier 1973) est un acteur italien. Il joue au théâtre, au cinéma et surtout à la télévision dans des séries comme Il commissario Manara (2009-2011), 1992 (2015), Les Médicis (2016) ou Il miracolo (2018).

## Biographie
Guido Caprino est né le 3 janvier 1973 à Taormine en Sicile. Il grandit dans la banlieue de Messine dont il fréquente l'université ; il en sort diplômé en odontologie. Il quitte son île natale pour Milan où il devient mannequin afin de gagner sa vie mais, ce métier ne le satisfaisant pas, il part tenter sa chance en Australie puis en Afrique du Sud où il exerce diverses activités dont de nouveau celle de modèle. De retour en Italie, il suit les stages de Vincent Kid, collaborateur de Stella Adler, et l'année suivante il étudie le chant et la comédie avec des professeurs de la Royal Academy de Londres. Il joue dans des pièces expérimentales en anglais puis, en 2002, il tient le premier rôle dans le court métrage de Massimo Coglitore, Deadline qui est projeté dans plusieurs festivals et lui permet de se faire connaître.
Il se tourne ensuite vers la télévision où il débute en 2003 avec Vento di ponente sur Rai 2 puis viennent le téléfilm Matilde (Luca Manfredi, 2005), la mini-série L'ultima frontera (Franco Bernini, 2006), la série Medicina generale (Renato De Maria, 2007), tous sur Rai 1 tandis que l'épisode Disegno de sangue de la série Crimini de Gianfranco Cabiddu est diffusé en 2007 sur Rai 2 et la série Amiche mie sort en 2008 sur Canale 5.
C'est en 2009 qu'il commence le tournage pour Rai 1 de la série de 2 x 12 épisodes Il commissario Manara. Il y interprète Luca Manara, policier non conformiste et séducteur qui lui permet de se faire connaître et apprécier de la critique et du grand public, tout spécialement féminin. En 2013, il joue un policier infiltré dans une organisation criminelle dont l'enquête difficile l'amène à consulter un psychanalyste (Sergio Castellitto) dans In Treatment. En 2015, dans Sotto copertura, il interprète le fameux camorriste Antonio Iovine du clan des Casalesi qui, après une cavale de 14 ans, est arrêté par la police napolitaine. La même année, dans 1992, crane rasé et alourdi de vingt kilos, il endosse le personnage d'un vétéran de la Guerre du Golfe qui, revenu au pays, se lance en politique dans les rangs de la Ligue du Nord. La deuxième saison, 1993, de cette série située dans le contexte du scandale politique Mani pulite et de l'ascension au pouvoir de Berlusconi, est diffusée sur Sky Atlantic en 2017. La troisième et dernière saison, 1994, est proposée sur la même chaine en 2019 et l'interprétation de Pietro Bosco par Guido Caprino lui permet d'être nommé au International Emmy Award du meilleur acteur en 2020, finalement remporté par Billy Barratt.
En 2016, il intègre la distribution d'une production internationale, Les Médicis : Maîtres de Florence, qui bat des records d'audience en Italie. Dans cette série historique située au Quattrocento, aux côtés d'Annabel Scholey, Richard Madden et Dustin Hoffman, il incarne le personnage fictif du sombre et fidèle Marco Bello, tout à la fois homme de main, confident et conseiller de Cosme l'Ancien. L'année suivante, il joue dans une production italo-française (Sky et Arte), Il miracolo, aux côtés d'Alba Rohrwacher et Jean-Marc Barr dans une série créée par Niccolò Ammaniti autour d'une statuette de Madone aux étranges pouvoirs. Projetée en avant première mondiale au festival Séries mania 2018, elle y reçoit le Prix spécial du jury.
La carrière cinématographique de Guido Caprino est moins dense. On peut cependant noter qu'il a tourné deux fois sous la direction de Marco Bellocchio, notamment dans Fais de beaux rêves projeté au Festival de Cannes 2016 dans le cadre de la Quinzaine des réalisateurs. Il apparaît également dans deux films historiques : I Vicerè de Roberto Faenza (2007) sur les luttes intestines d'une famille aristocratique sicilienne au moment du Risorgimento et Frères d'Italie de Mario Martone (2010) où son interprétation de Felice Orsini, militant du Risorgimento et auteur d'un attentat contre Napoléon III, est remarquée.

## Filmographie

### Cinéma
- 2002 : Deadline (court métrage) de Massimo Coglitore : Alex
- 2005 : Le Metteur en scène de mariages (Il regista di matrimoni) de Marco Bellocchio : garde du corps
- 2007 : I Vicerè de Roberto Faenza : Giovannino
- 2008 : Sono viva de Dino et Filippo Gentili : Adriano Resti
- 2008 : Un amore di Gide de Diego Ronsisvalle : Filippo Baiamonte
- 2009 : Meno male che ci sei de Luis Prieto : Giovanni
- 2009 : Lo spazio bianco de Francesca Comencini : Pietro
- 2010 : Frères d'Italie (Noi credevamo) de Mario Martone : Felice Orsini
- 2012 : Breve storia di lunghi tradimenti de Davide Marengo : Guilio Rovedo
- 2014 : War Story de Mark Jackson : le médecin
- 2015 : I calcianti - Florence Fight Club (Vstavay i beysya) de Stefano Lorenzi : Bimbo
- 2016 : Fais de beaux rêves (Fai bei sogni) de Marco Bellocchio : le père de Massimo
- 2017 : Le Redoutable de Michel Hazanavicius : Bernardo Bertolucci
- 2020 : Tutti per 1 - 1 per tutti de Giovanni Veronesi : Cyrano de Bergerac
- 2021 : La stanza de Stefano Lodovichi : Giulio
- 2021 : Il mio corpo vi seppellira de Giovanni La Parola : Colonel Romano
- 2021 : Una relazione de Stefano Sardo : Tommaso
- 2022 : Per niente al mondo de Ciro d'Emilio : Bernardo
- 2023 : Les Derniers hommes de David Oelhoffen : Giuseppe Sottile dit "Lemiotte"
- 2024 : In the Hand of Dante de Julian Schnabel

### Télévision

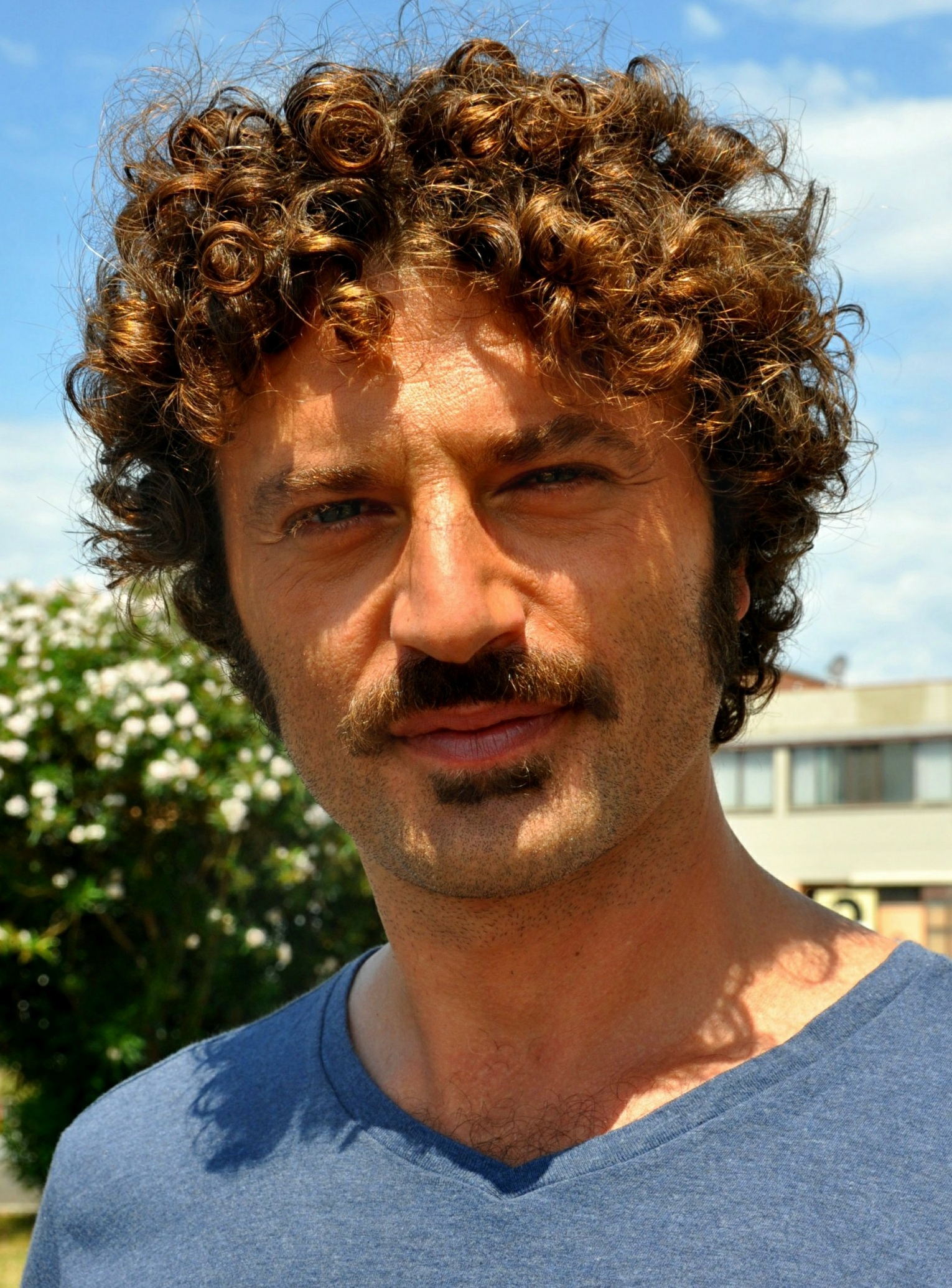
Guido Caprino pendant la deuxième saison de Il commissario Manara, à Orbetello.

- 2003 : Vento di ponente (série télévisée)
- 2005 : Una famiglia in giallo (mini-série télévisée), épisode 5 Biscotti al veleno
- 2005 : Matilde (téléfilm) de Luca Manfredi : Nicola
- 2006 : L'ultima frontiera (mini-série télévisée) : Elias Satta Pintore
- 2006 : I colori della gioventù (téléfilm) de Gianluigi Calderone
- 2007 : Crimini (série télévisée), saison 1, épisode 8 Disegno di sangue : Fabio Porzio
- 2007 : Medicina generale (série télévisée), 2 épisodes : Andrea Lecci
- 2008 : Amiche mie (série télévisée), 8 épisodes : Giorgio
- 2008 : L'ultimo padrino (téléfilm) de Marco Risi : Michele Doni
- 2009-2011 : Il commissario Manara (série télévisée), 2 × 12 épisodes : Luca Manara
- 2010 : Crimini (série télévisée), saison 2, épisode 3 Little Dream : Cristiano Malavasi
- 2012 : A fari spenti nella notte (téléfilm) d'Anna Negri : Stefano de Luca
- 2013 : In Treatment (série télévisée), saison 1 : Dario
- 2015 : 1992 (série télévisée), 10 épisodes : Pietro Bosco
- 2015 : Sotto copertura (téléfilm) de Giulio Manfredonia : Antonio Iovine
- 2016 : Les Médicis : Maîtres de Florence (Medici) (série télévisée), saison 1 et 2, 10 épisodes : Marco Bello
- 2017 : 1993 (série télévisée), 8 épisodes : Pietro Bosco
- 2018 : Romanzo famigliare (mini-série télévisée) de Francesca Archibugi, 6 épisodes : Agostino Pagnotta
- 2018 : Il miracolo de Niccolò Ammaniti (série télévisée), 8 épisodes : Fabrizio Pietromarchi
- 2019 : 1994 (série télévisée), 8 épisodes : Pietro Bosco
- 2022 : That Dirty Black Bag (série télévisée) : Bronson

## Théâtre
- Buried Child de Sam Shepard, mise en scène de Vincent Gaeta (en anglais)
- The Camino Real, mise en scène de Vincent Gaeta (en anglais)
- Domino Courts de W. Hauptman, mise en scène de Vincent Gaeta (en anglais)
- One Hundred, mise en scène de Anna Marcea (en anglais)
- 2016 : La Controra d'après Les Trois Sœurs de Tchekhov, adaptation et mise en scène de Pierfrancesco Favino et Paolo Sassanelli. Teatro della Pergola de Florence[10].
- 2017 : Les Phéniciennes d'Euripide dans une traduction d'Enrico Medda et une mise en scène de Valerio Binasco. Théâtre grec de Syracuse (53e cycle de spectacles classiques de la Fondation INDA)[11].

## Distinctions

### Récompenses
Roma Fiction Fest 2015 : Prix L.A.R.A. (Libera Associazione Rappresentanti di Artisti) du meilleur acteur pour 1992

### Nomination
- International Emmy Awards 2020 : Meilleur acteur pour 1994[12]